# ГЕС Машкареньяш
ГЕС Машкареньяш (порт. Usina Hidrelétrica de Mascarenhas) — гідроелектростанція на сході Бразилії у штаті Еспіриту-Санту. Розташована після ГЕС Айморес і становить нижній ступінь у каскаді на річці Ріо-Досі, яка впадає в Атлантичний океан за 80 км на північ від столиці названого штату міста Віторія.
У межах проєкту річку перекрили греблею висотою 33 метри, яка утримує витягнуте по її долині на 12,9 км водосховище з площею поверхні 5,31 км2 та об'ємом в операційному режимі від 31 до 42 млн м3. Рівень цієї водойми може змінюватись між позначками у 59,5 та 63,5 метра НРМ.
Інтегрований у греблю машинний зал ввели в експлуатацію у 1974 році з трьома турбінами типу Каплан потужністю по 41 МВт. У 2000-му дві з них підсилили до 45 МВт, а у 2006-му додали четверту турбіну з показником 49,5 МВт, що довело загальну потужність станції до 180,5 МВт. Її гідроагрегати працюють із напором у 22 м (чистий напір 17,6 м) та повинні забезпечувати виробництво 1,1 млрд кВт·год електроенергії на рік.